# Bonnefantenmuseum
Il Bonnefantenmuseum (o 'Museo Bonnefanten') è un museo d'arte antica e contemporanea, situato a Maastricht.
Il museo è stato fondato nel 1884. Dal 1951 al 1978 il museo era situato nel convento dei bons-enfants, un vecchio convento del XVII secolo nel centro della città. Nel 1995 è stato ricostruito dall'architetto italiano Aldo Rossi, in una vecchia zona industriale ('Céramique'), sulla riva orientale della Mosa.

## La collezione d'arte antica
Il Bonnefantenmuseum propone una combinazione interessante di periodi artistici. La collezione si divide in una sezione d'arte antica, che comprende pitture e sculture dal 1200 al 1700, ed una sezione d'arte contemporanea importante. La raccolta vecchia può essere divisa in quattro gruppi: 
- Le sculture in legno, prodotte tra il 1200 e il 1550 (per esempio di Jan van Steffeswert e del Maestro d'Elsloo, circa 1500);
- La Collezione Neutelings, con oggetti in legno, avorio, bronzo e alabastro, prodotti tra 1000 e 1500 (in particolare una bella collezione di smalti di Limoges del XII secolo)
- I pittori italiani dei XIV e XV secoli: Giovanni del Biondo, Domenico di Michelino, Andrea Vanni, Jacopo del Casentino, Sano di Pietro, Pietro Nelli, Carlo Crivelli (San Domenico e Sant'Antonio da Padova);
- I pittori fiamminghi e olandesi dei secoli XV, XVI e XVII: Colijn de Coter, Jan Mandijn, Jan Provoost, Roelant Savery, Pieter Coecke van Aelst, Pieter Aertsen, Pieter Brueghel il Giovane, David Teniers il Giovane, Peter Paul Rubens, Jacob Jordaens, Gérard de Lairesse, Melchior d'Hondecoeter e Jan van Goyen.

## La collezione d'arte contemporanea
La collezione permanente del Museo Bonnefanten raccoglie:
- I pittori della Scuola di Parigi, di Arte informale e del Cobra: Roger Bissière, Antonio Saura, Asger Jorn, Karel Appel;
- Le opere d'Arte concettuale: Jan Dibbets, Marcel Broodthaers, Daniel Buren, Christo e Jeanne-Claude, Christian Boltanski, Bernd e Hilla Becher, Joseph Beuys, Bruce Nauman, Gilbert & George, Barry Flanagan;
- Le opere del Minimalismo: Sol LeWitt, Robert Ryman, Robert Mangold, Richard Serra;
- Le opere d'Arte povera: Luciano Fabro, Mario Merz, Jannis Kounellis;
- I pittori del Neoespressionismo: Hermann Nitsch, Arnulf Rainer, Anselm Kiefer, Antoni Tàpies, Neo Rauch;
- Le opere di fotografia e video: Francis Alÿs, Roman Signer.

## Galleria d'immagini

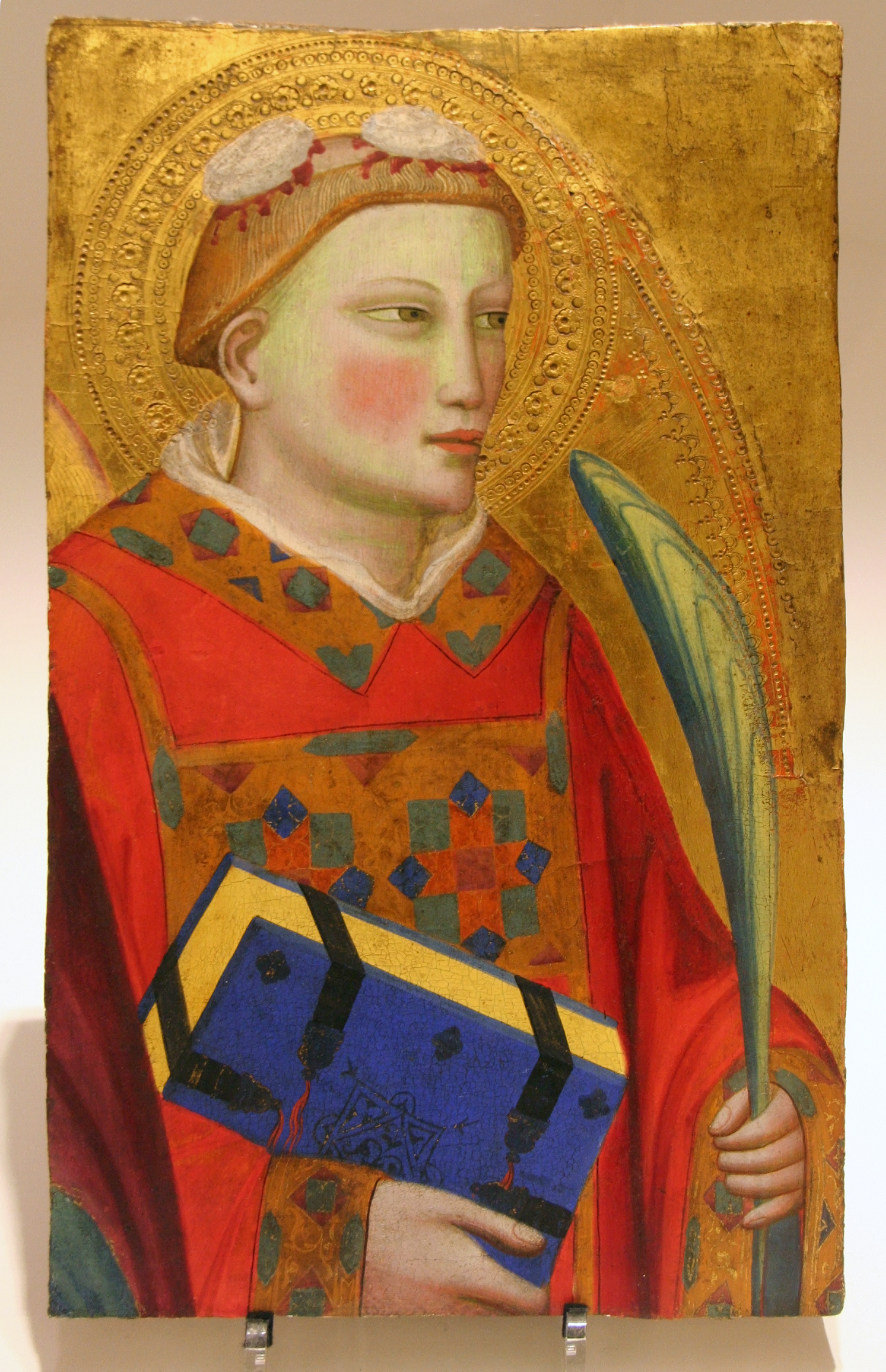
Santo Stefano Giovanni del Biondo (prima del 1399)
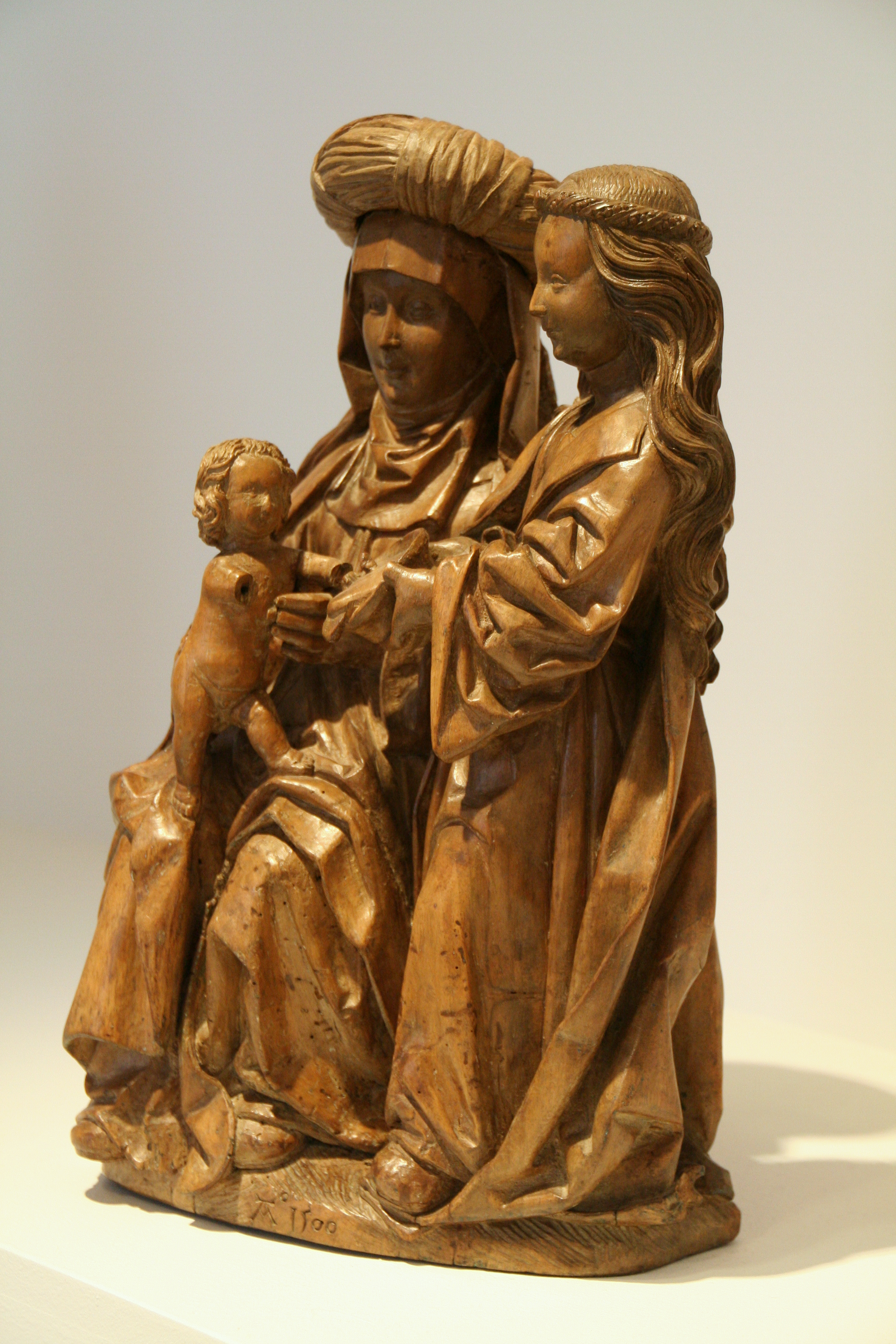
La Vergine, il Figlio Gesù e Santa Anna Jan van Steffeswert (1500)
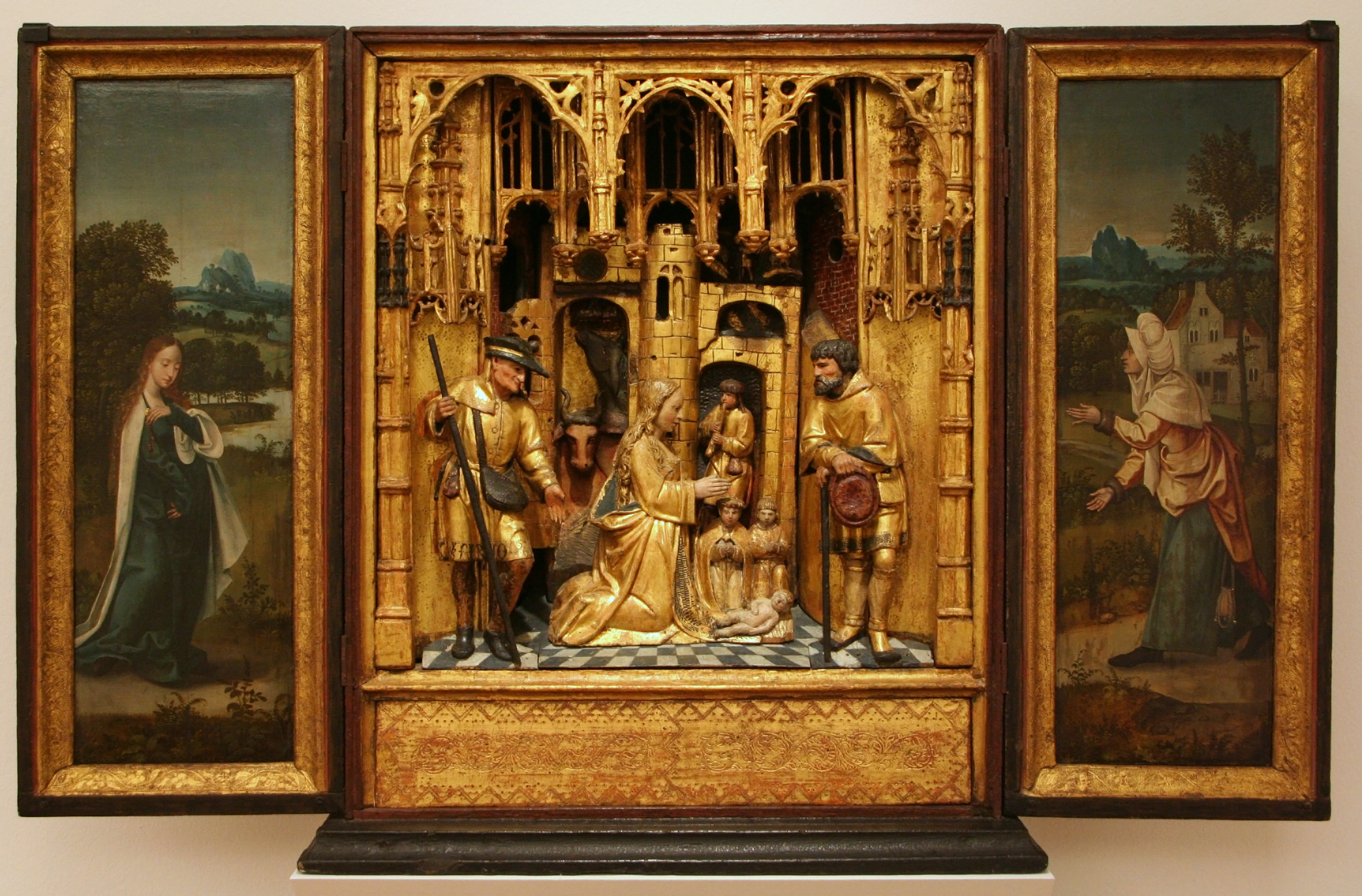
Trittico portatile Anversa(?) Maestro del 1518
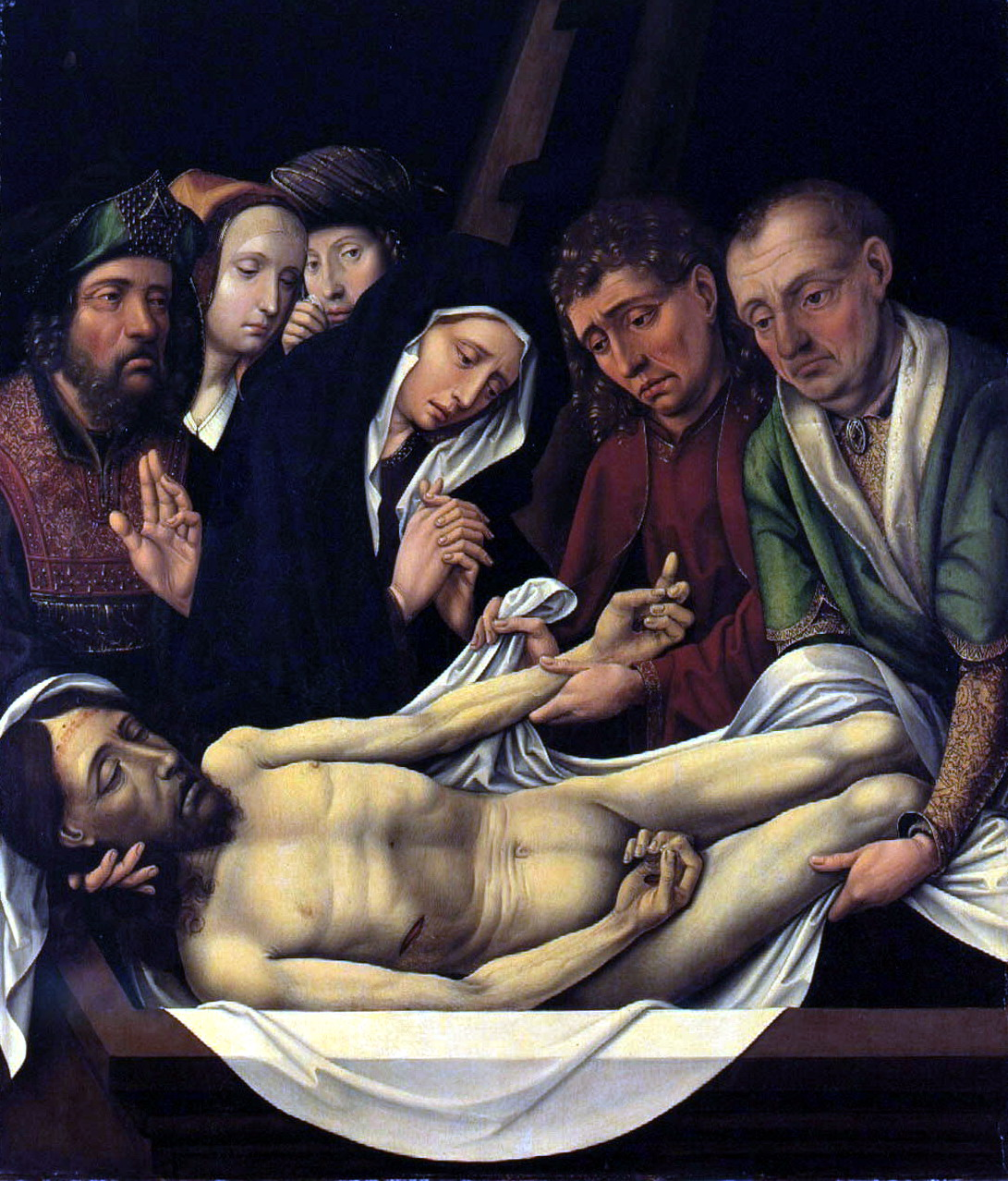
Deposizione di Cristo nel sepolcro Colijn de Coter (ca1504-1510)
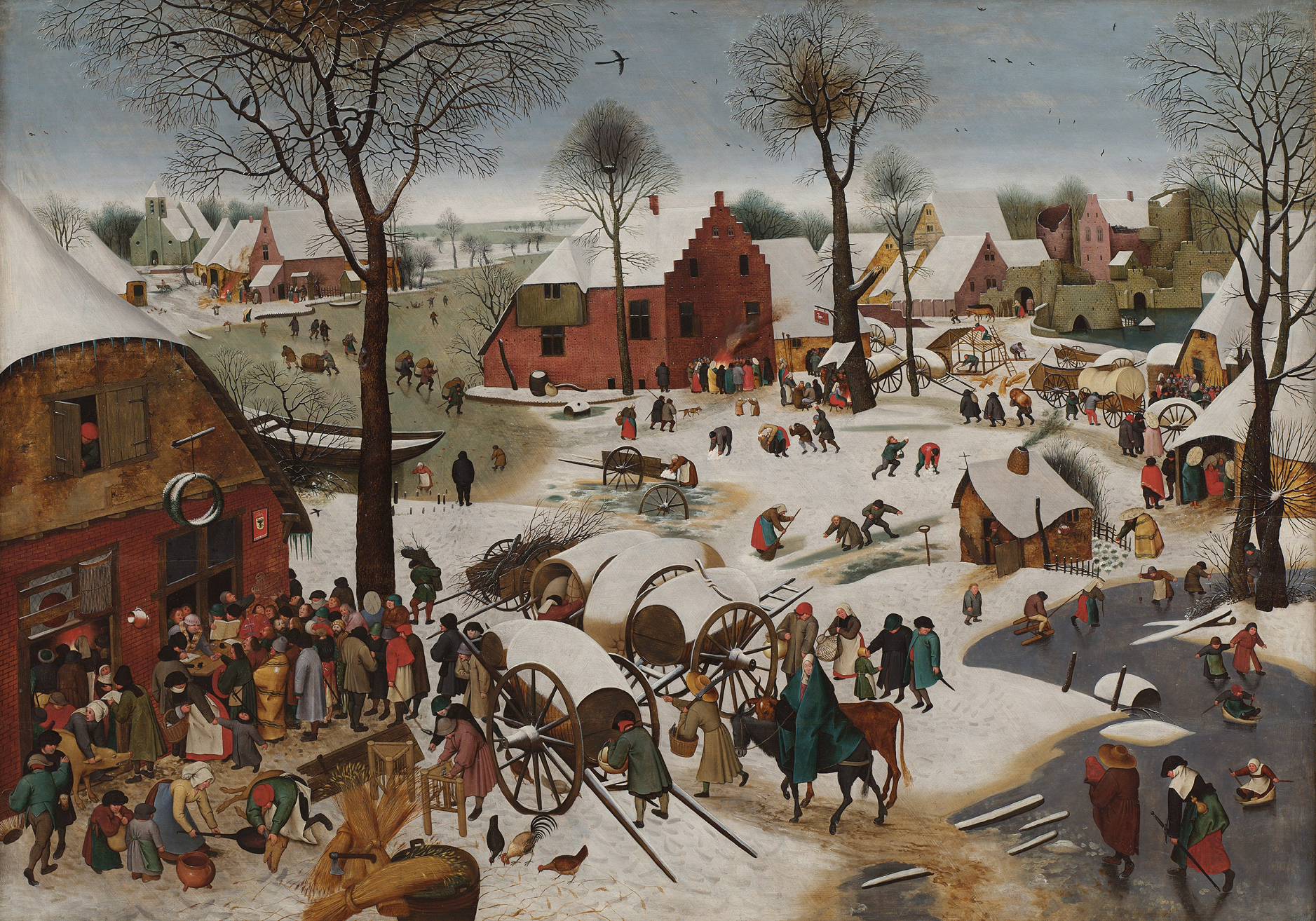
Il censimento di Betlemme Pieter Brueghel il Giovane (ca1605-1610)
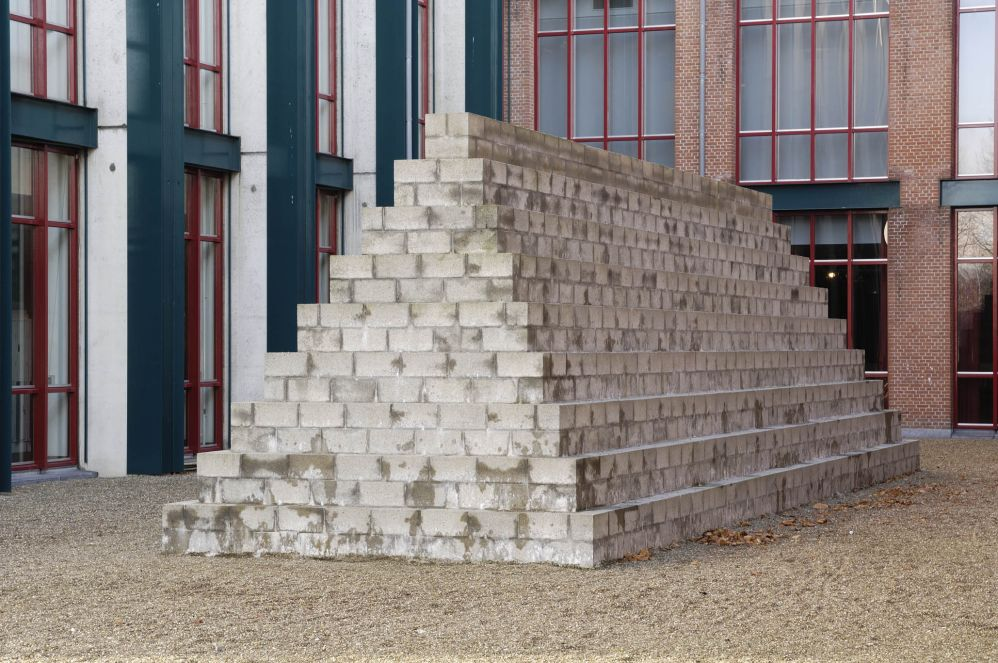
Long Pyramid Sol LeWitt (1994)
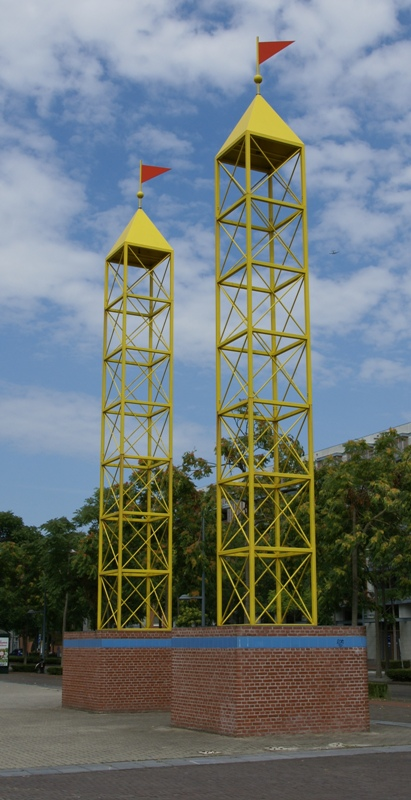
Senza titolo Aldo Rossi (1989/2006)